# Actinocephalus polyanthus
Actinocephalus polyanthus là một loài thực vật có hoa trong họ Cỏ dùi trống. Loài này được (Bong.) Sano mô tả khoa học đầu tiên năm 2004.